# يوم غزال
يوم غزال وهو يوم من أيام العرب في الجاهلية وكان بين بني لحيان من هذيل وبين بني بكر من كنانة وخزاعة. في أرض تسمى غزال بين غران وعسفان المعروفة باسم ثنية غزال.

## خبر اليوم
ذكر أبو سعيد الحسن في خبر هذا اليوم فقال ان بني لحيان خرجوا فأغاروا على خزاعة وبني بكر من كنانة فأدركوا ثأرهم وقتلوا فيهم قتلى كثيرة وذكر ذلك العديد من شعراء لحيان. فقال عمرو بن هميل اللحياني في هذه المعركة وكان قائدا فيها.